# Adam Ratajczyk
Adam Ratajczyk (Varsó, 2002. június 12. –) lengyel korosztályos válogatott labdarúgó, a Stal Mielec középpályása kölcsönben a Zagłębie Lubin csapatától.

## Pályafutása

### Klubcsapatokban
Ratajczyk a lengyel fővárosban, Varsóban született. Az ifjúsági pályafutását a Znicz Pruszków akadémiájánál kezdte.
2018-ban mutatkozott be a ŁKS Łódź másodosztályban szereplő felnőtt keretében. 2020. október 2-án négyéves szerződést kötött az első osztályú Zagłębie Lubin együttesével. Először a 2020. október 23-ai, Lechia Gdańsk ellen 1–1-es döntetlennel zárult mérkőzés 62. percében, Filip Starzyński cseréjeként lépett pályára. A 2022–23-as szezon első felében a Stal Mielec csapatát erősítette kölcsönben.

### A válogatottban
Ratajczyk az U19-es és az U21-es korosztályú válogatottakban is képviselte Lengyelországot.
2022-ben debütált az U21-es válogatottban. Először a 2022. november 17-ei , Horvátország ellen 3–1-re elvesztett mérkőzés félidejében, Mateusz Musiałowskit váltva lépett pályára.

## Statisztikák
2023. február 17. szerint
| Klub                     | Szezon   | Osztály     | Bajnokság | Bajnokság | Kupa és Ligakupa | Kupa és Ligakupa | Nemzetközi | Nemzetközi | Összesen | Összesen |
| Klub                     | Szezon   | Osztály     | Meccs     | Gól       | Meccs            | Gól              | Meccs      | Gól        | Meccs    | Gól      |
| ------------------------ | -------- | ----------- | --------- | --------- | ---------------- | ---------------- | ---------- | ---------- | -------- | -------- |
| ŁKS Łódź                 | 2018–19  | I Liga      | 2         | 0         | 0                | 0                | —          | —          | 2        | 0        |
| ŁKS Łódź                 | 2019–20  | Ekstraklasa | 18        | 1         | 2                | 0                | —          | —          | 20       | 1        |
| ŁKS Łódź                 | 2020–21  | I Liga      | 4         | 0         | 0                | 0                | —          | —          | 4        | 0        |
| ŁKS Łódź                 | Összesen | Összesen    | 24        | 1         | 2                | 0                | 0          | 0          | 26       | 1        |
| Zagłębie Lubin           | 2020–21  | Ekstraklasa | 14        | 0         | 0                | 0                | —          | —          | 14       | 0        |
| Zagłębie Lubin           | 2021–22  | Ekstraklasa | 11        | 0         | 2                | 1                | —          | —          | 13       | 1        |
| Zagłębie Lubin           | 2022–23  | Ekstraklasa | 3         | 0         | 1                | 0                | —          | —          | 4        | 0        |
| Zagłębie Lubin           | Összesen | Összesen    | 28        | 0         | 3                | 1                | 0          | 0          | 31       | 1        |
| Stal Mielec (kölcsönben) | 2022–23  | Ekstraklasa | 13        | 1         | 0                | 0                | —          | —          | 13       | 1        |
| Összesen                 | Összesen | Összesen    | 65        | 2         | 5                | 1                | 0          | 0          | 70       | 3        |

## Sikerei, díjai
ŁKS Łódź
- I Liga
  - Feljutó (1): 2018–19